# City Spud
City Spud (nacido como Lavell Webb) es un rapero estadounidense miembro del grupo St. Lunatics. Colaboró con su hermanastro Nelly en el éxito "Ride With Me" en 2001.
Fue condenado a diez años de prisión por asalto armado de primer grado en 2000 y fue enviado al Boonville Correctional Center. Esto ocurrió antes del debut de Nelly, Country Grammar, el que sería todo un exitazo.
City Spud produjo cuatro temas del álbum y colaboró en uno. Suyo es el verso del "Ride With Me" en el que empieza: "Now that I'm a fly guy, and I fly high / Niggaz wanna know why, why I fly by". Tras esta canción y los créditos de producción en el álbum multiplatino, Spud ganó cientos de miles de dólares en los derechos de autor.
- Datos: Q5123430